# Loweia bleusei
Loweia bleusei är en fjärilsart som beskrevs av Charles Oberthür 1884. Loweia bleusei ingår i släktet Loweia och familjen juvelvingar. Inga underarter finns listade i Catalogue of Life.